# Ingrandes (Vienne)
Ingrandes (auch: Ingrandes-sur-Vienne) ist eine französische Gemeinde mit 1.704 Einwohnern (Stand: 1. Januar 2022) im Département Vienne in der Region Nouvelle-Aquitaine; sie gehört zum Arrondissement Châtellerault und zum Kanton Châtellerault-2. Die Einwohner werden Ingrandais genannt.

## Geographie
Ingrandes liegt etwa sechs Kilometer nordnordöstlich von Châtellerault am Fluss Vienne. Umgeben wird Ingrandes von den Nachbargemeinden Dangé-Saint-Romain im Norden, Leugny im Nordosten, Oyré im Osten, Châtellerault im Süden, Antran im Westen und Vaux-sur-Vienne im Nordwesten.

## Geschichte
Seit 1818 gehört die Ortschaft Saint-Ustre zur Gemeinde.

## Bevölkerungsentwicklung
| 1962                       | 1968 | 1975 | 1982 | 1990 | 1999 | 2006 | 2012 | 2018 |
| 1049                       | 950  | 1461 | 1700 | 1765 | 1723 | 1795 | 1755 | 1744 |
| Quellen: Cassini und INSEE |      |      |      |      |      |      |      |      |

## Sehenswürdigkeiten
- Kirche Saint-Pierre-Saint-Paul
- Kirche Saint-Maxent in Saint-Ustre, Ende des 11. Jahrhunderts erbaut, Kapelle aus dem 15. Jahrhundert
- Drei Türme der früheren Burganlage von Saint-Ustre
- Schloss La Groie, Turm und Pforte sind als Monument historique seit 1935 eingetragen
- Burganlage Le Grand Marigny aus dem 10. Jahrhundert
- Befestigung Le Petit Martigny (Ende des 14., Anfang des 15. Jahrhunderts erbaut)

Siehe auch: Liste der Monuments historiques in Ingrandes (Vienne)